# Rotes Schloss Wehrda

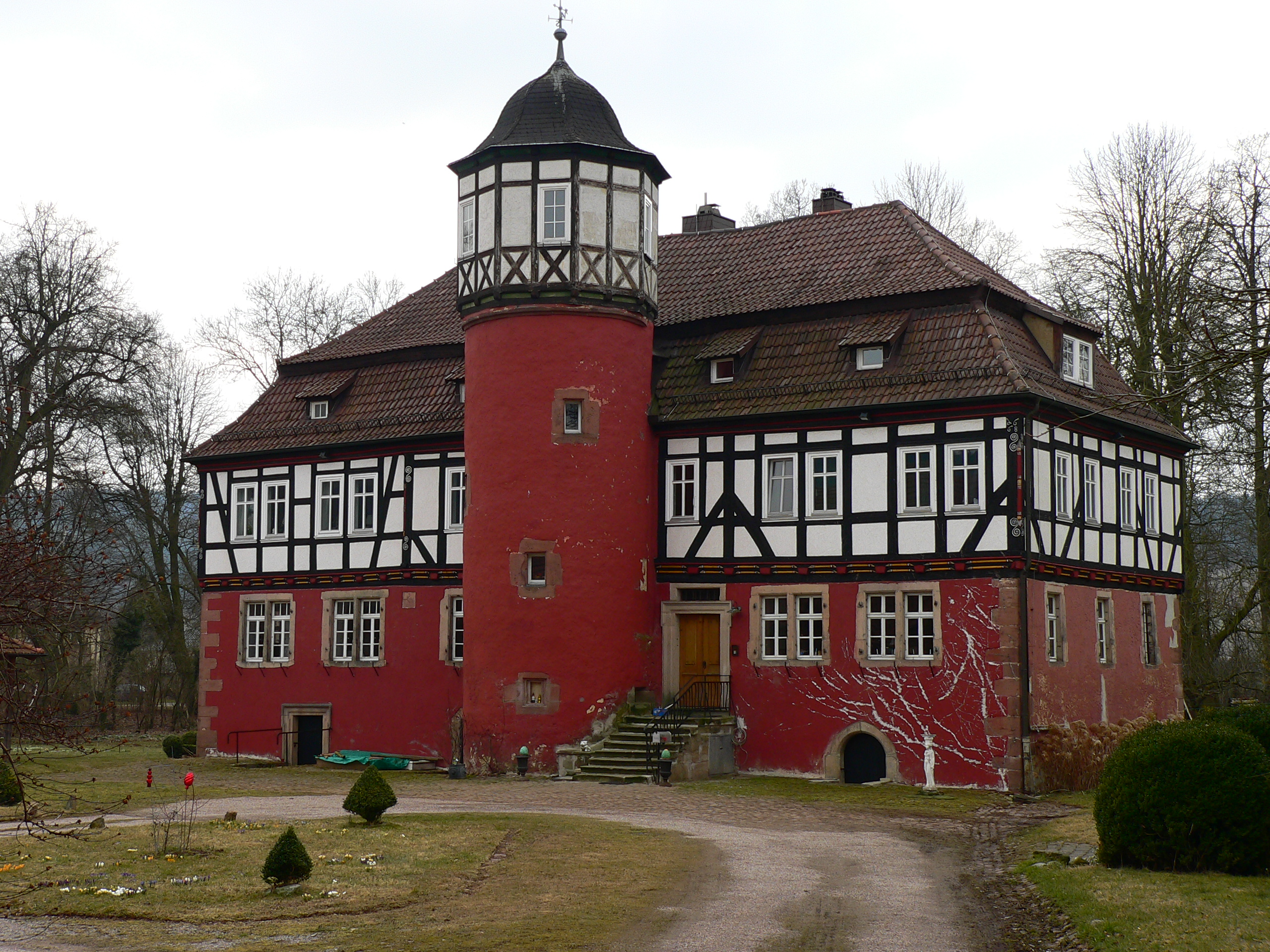
Die Vorderseite des Roten Schlosses mit dem Treppenturm

Wappen der Familie Trümbach zu Wehrda

Das Rote Schloss Wehrda ist ein Schloss in der früheren Buchonia im Ortsteil Wehrda in der Gemeinde Haunetal im osthessischen Landkreis Hersfeld-Rotenburg.

## Geschichte
Bauherren waren die Herren von Trümbach. Sie waren (urkundlich erstmals 1133) Vasallen des Klosters Fulda und nach der Loslösung Teil des „Buchischen Quartiers“ des Ritterkantons Rhön-Werra der fränkischen Reichsritterschaft.
Der Fachwerkbau wurde in der zweiten Hälfte des 16. Jahrhunderts errichtet. Archäologen gehen aber davon aus, dass die Kellergewölbe des Gebäudes bis auf das 12. Jahrhundert zurückzuführen sind. Die Grundmauern des Schlosses sind auf Eichenbalken aufgebaut, welche in den sumpfigen Boden gerammt wurden. Vermutlich war das Gebäude anfangs auch mit umgebenden Wassergräben gesichert. In den folgenden Jahrhunderten wurde das Rote Schloss mehrfach umgebaut. Die Jahreszahl 1668 im Gebälk weist wohl auf eine eingreifende Erneuerung nach dem Dreißigjährigen Krieg hin. In dieser Zeit entstand wahrscheinlich das zweite Geschoss im Barockstil.
Das Anwesen diente den Adeligen von Trubenbach, die seit dem 18. Jahrhundert von Trümbach genannt werden, als Wohnsitz, bis die Hauptlinie der Familie 1905 ausstarb.
Bereits zwei Generationen zuvor hatte Jeanette von Trümbach einen Freiherrn von Stein zu Nord- und Ostheim geheiratet. Da ihre beiden männlichen Nachkommen im Ersten Weltkrieg gefallen waren, blieb nur Tochter Gudrun als Erbin. Diese heiratete schließlich Oskar von Campenhausen. Ihre Nachkommen sind die heutigen Adeligen von Wehrda.
Seit 1975 bewohnt einer ihrer Söhne, Johannes Freiherr von Campenhausen mit seiner Frau Almuth das rote Schloss.
Der Bau erfuhr in seiner Geschichte immer wieder diverse Umbaumaßnahmen und Nutzungsänderungen. So fungierte es Mitte der 1930er Jahre als Landjahrlager, in dem junge Mädchen aus der Stadt für ein Jahr in einer Gemeinschaftsunterkunft an das Landleben und die Arbeit auf Bauernhöfen herangeführt werden sollten. Gegen Ende des Zweiten Weltkrieges wurde das Rote Schloss kurzzeitig zum Lazarett umfunktioniert.

## Beschreibung
Bei dem hessischen Kulturdenkmal handelt es sich um einen rechteckigen zehn- auf vierachsigen Fachwerkbau mit einem verputzten, massiven Untergeschoss. Die Ecken, Tür- und Fensteröffnungen sind mit Sandsteinen eingefasst. Vor der Nordfassade liegt ein runder Treppenturm, welcher das Mansardwalmdach ein Stück überragt. Lediglich das obere Geschoss des Turms ist Fachwerk. Noch heute sind die Reste von mittelalterlichen Mauern zu erkennen. Südlich befinden sich ein Park und ein großer Garten mit Allee.
Im Ort selbst befinden sich drei Schlösser, das hier beschriebene „Rote Schloss“, das „Gelbe Schloss“ und das „Schloss Hohenwehrda“. Ihnen voraus ging das castrum Werdowe nahe der Wüstung Trumbach (Trubenbach).